# Johan van Westenhout

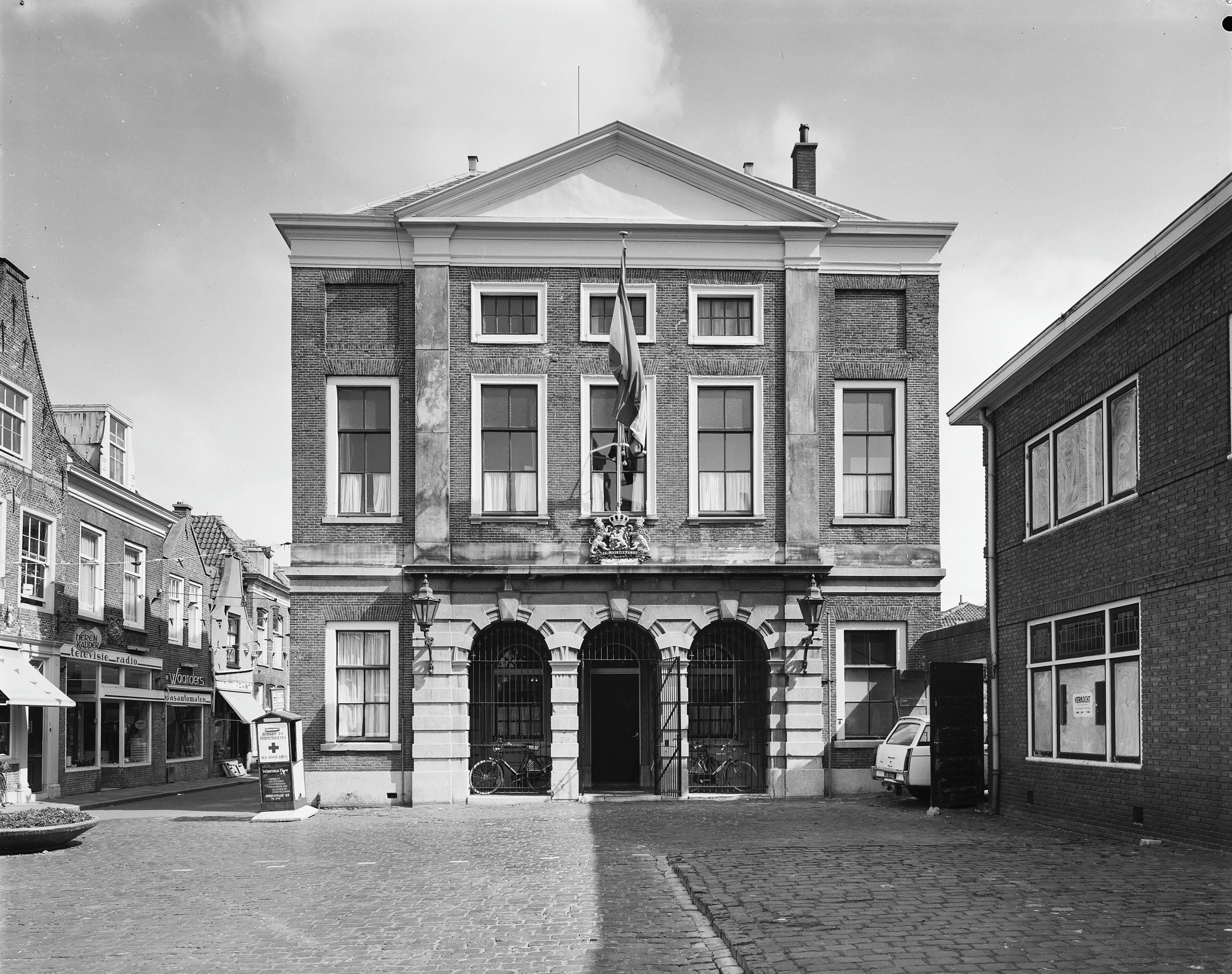
Hoofdwacht in Brielle.

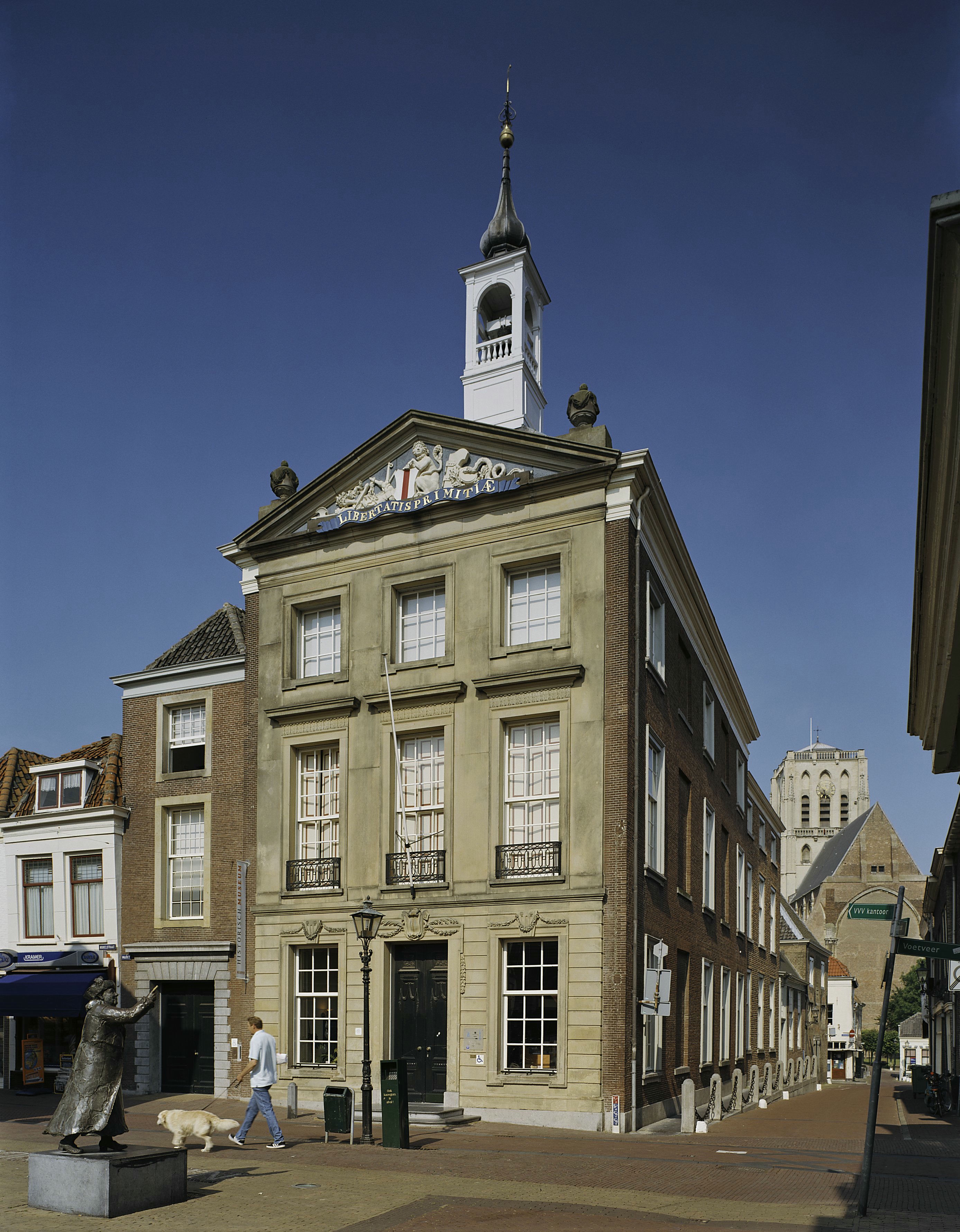
Raadhuis in Brielle.

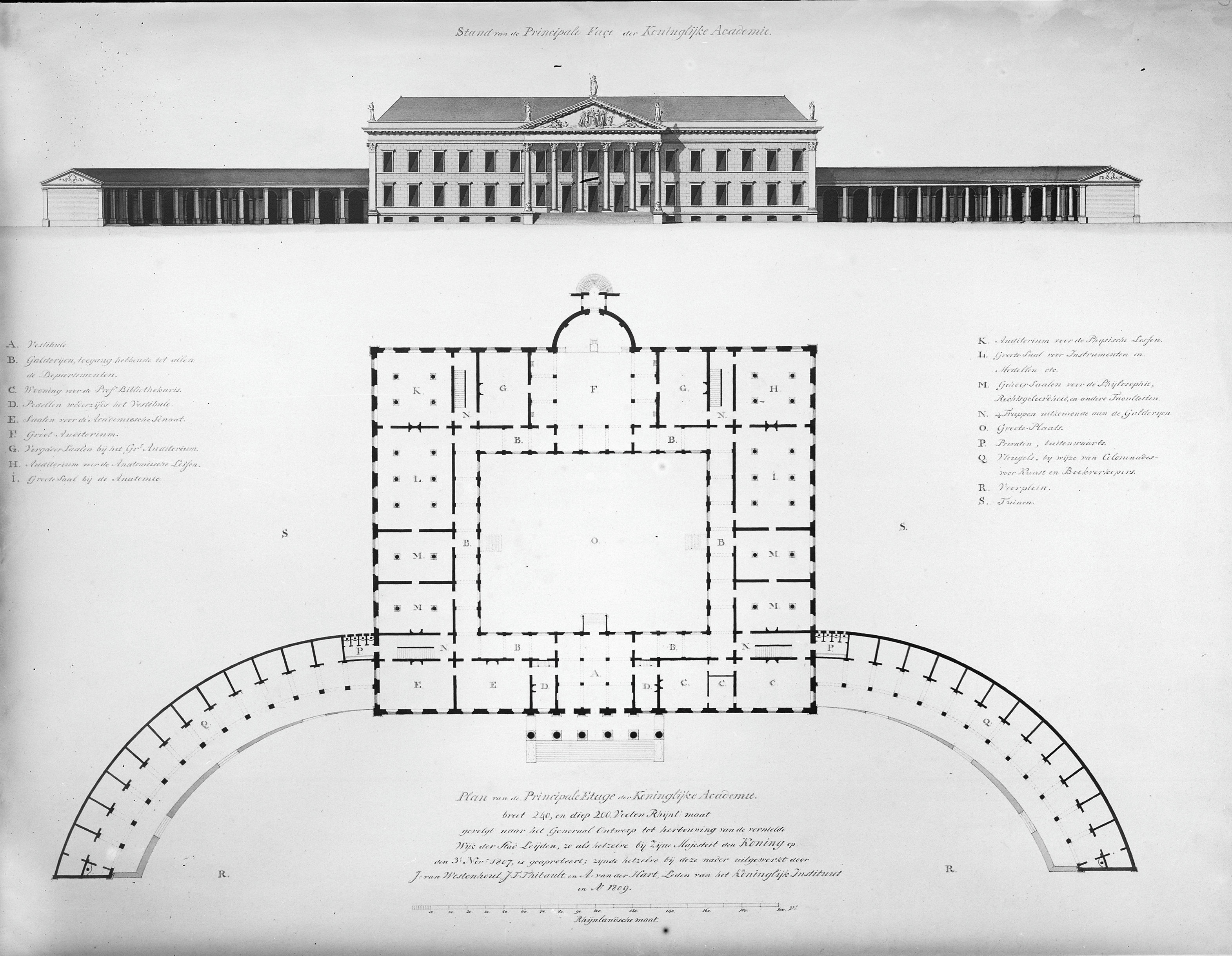
Ontwerp van Van der Hart, Thibault en Van Westenhout voor nieuw Academiegebouw in Leiden uit 1809.

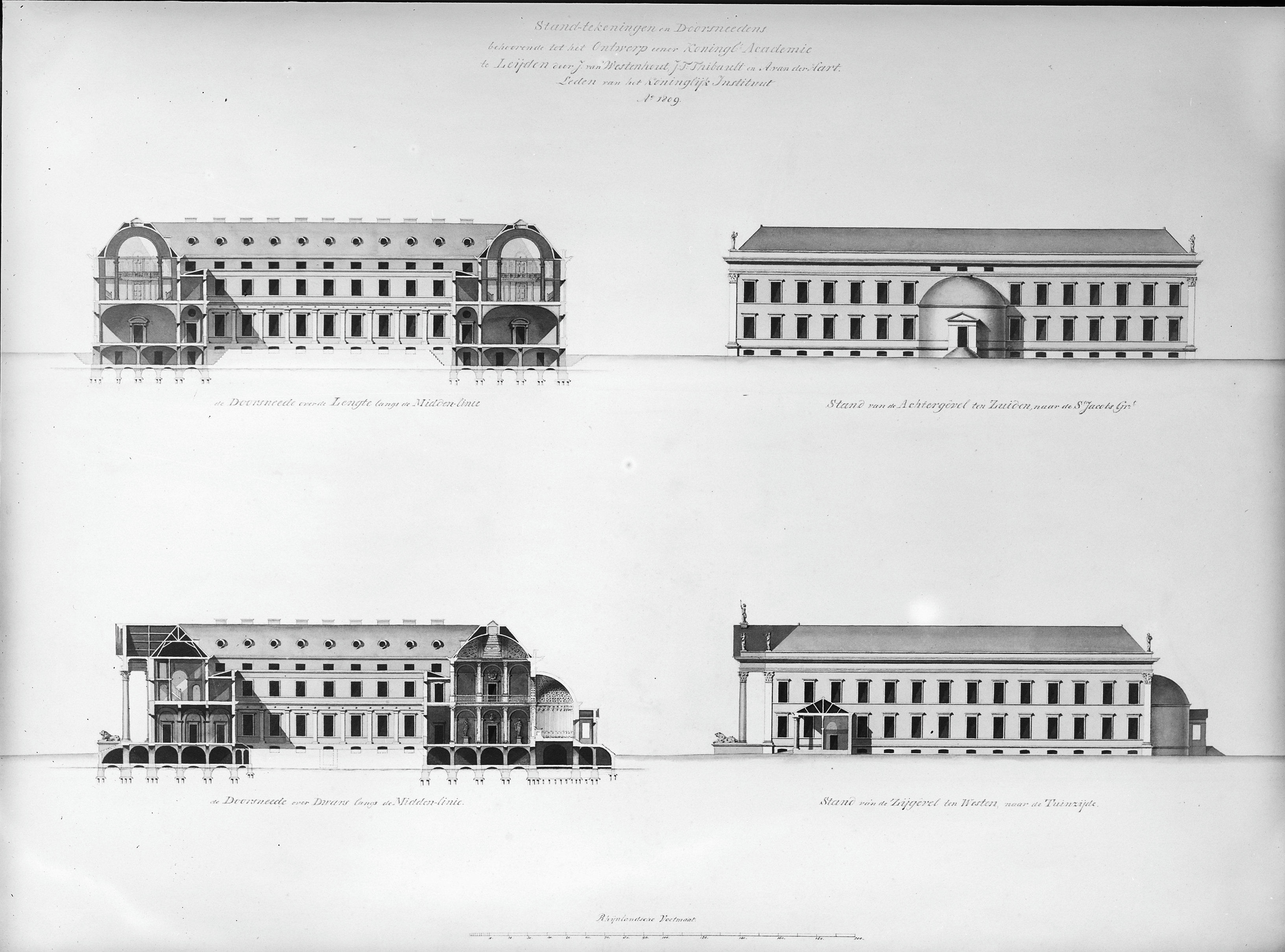
Ontwerp van Van der Hart, Thibault en Van Westenhout voor nieuw Academiegebouw in Leiden uit 1809.

Johan van Westenhout (gedoopt Brielle, 25 december 1754 - Amsterdam, 25 november 1823) was een Nederlandse bouwkundige. Hij was de zoon van David van Westenhout (1719-1802), sedert 1774 stadsfabriek van Brielle, en Catharina van de Wal (?-1775). Johans zoon David van Westenhout (?-1812) werd predikant in Blauwkapel.

## Werkzaamheden tijdens de Republiek
Van Westenhout zette zijn eerste stappen op bouwkundig terrein in Brielle zelf; uit 1775 dateert een plattegrond van de Catharijnekerk aldaar; in 1777 ontwierp hij er preekstoel en doophek. Hij was in het laatste kwart van de achttiende eeuw in Den Haag werkzaam als assistent van stadhouderlijk architect Friedrich Ludwig Gunckel bij de uitbreiding van het Stadhouderlijk Kwartier aan het Binnenhof. Zelf ontwierp hij voor dit complex het nieuwe Comptoir-Generaal (1777).
Buiten Den Haag vernieuwde hij in 1782-1783 het interieur van de Hervormde Kerk van Rockanje. Later ontwierp hij de nieuwe voorgevel van het Gouverneurshuis in Breda (1792) voor de Erfprins (de latere koning Willem I), alsmede de Hoofdwacht (1789) en het Raadhuis (1791-1792) in Brielle. De Brielse Hoofdwacht leek sterk op de Hoofdwacht in Gorinchem (1784) van de hand van de controlleur‑generaal van de Hollandse Fortificatiën, Cornelis Jacob van der Graaff. Voor beide stond Gunckels ontwerp voor een Hoofdwacht op het Binnenhof uit 1775 model.
In 1785-1786 assisteerde Van Westenhout Gunckel bij het maken van diens ontwerpen voor een nieuw Bibliotheek- en academiegebouw in Leiden; uit 1803 is ook een eigen ontwerp van Van Westenhout voor een observatorium bewaard gebleven.
Vanaf 1786 tot zijn ontslag bij de Bataafse omwenteling van 1795 was Van Westenhout werkzaam bij de Hollandse Fortificatiën; vanaf 1802 werd zijn functie daar weer voor enige jaren gecontinueerd.

## Werkzaamheden tijdens het Koninkrijk Holland
Van Westenhout maakte vooral tijdens het Koninkrijk Holland carrière, vermoedelijk dankzij de Directeur-Generaal voor Kunsten en Wetenschappen, Johan Meerman, die meerdere malen als zijn beschermheer optrad. Meerman had hem al eerder inzake de projecten voor de nieuwe Waalse Kerk in Den Haag geraadpleegd.
Per Koninklijk Decreet van 28 april 1808 no.15 werd Van Westenhout benoemd tot inspecteur-generaal van de rijksgebouwen in Amsterdam. In die functie, die hij tot 1811 vervulde, gaf hij Gunckel in 1810 de opdracht voor het maken van plannen voor een katholiek-protestantse dubbelkerk bij Paleis Het Loo in Apeldoorn, die door de vlucht van Lodewijk Napoleon onuitgevoerd bleven.
Dankzij Meerman werd Van Westenhout na de Leidse buskruitramp van 12 januari 1807 samen met de Franse architect Jean Thomas Thibault en de Amsterdamse stadsbouwmeester Abraham van der Hart in de jury benoemd die de plannen voor herbouw beoordelen moest. De jury zou uiteindelijk zelf de gevraagde Academie alsmede een Gedenknaald voor de slachtoffers van de explosie ontwerpen.
In 1809 zou hetzelfde drietal nog betrokken worden bij de bouw van een Paleis van Kunsten en Wetenschappen in Amsterdam. Van Westenhout verhuisde in die jaren naar Amsterdam, waar hij aan de Herengracht woonde.